# Dominik
Dominik – imię męskie pochodzenia łacińskiego. Wywodzi się od słowa dominicus oznaczającego „Pański”, „należący do Boga”. Jego żeńskim odpowiednikiem jest Dominika.
Wedle danych rejestru PESEL imię Dominik (jako pierwsze) według stanu na 22 stycznia 2025 w Polsce nosi 135 762 mężczyzn. Jest na 53. miejscu pod względem popularności.
Dominik imieniny obchodzi: 22 stycznia, 9 marca, 9 kwietnia, 22 kwietnia, 12 maja, 6 lipca, 8 sierpnia (dawniej 4 sierpnia), 27 sierpnia, 3 października, 14 października, 5 listopada, 27 listopada, 20 grudnia i 29 grudnia.

## Odpowiedniki w innych językach
- Angielski – Dominic lub Dominick
- Czeski, serbo-chorwacki, słowacki, słoweński, rosyjski – Dominik trb. – Доминик
- esperanto – Dominiko[2]
- Francuski – Dominique
- Hiszpański, portugalski – Domingo
- Niderlandzki – Dominik lub Dominicus
- Niemiecki – Dominikus
- Serbski – Dominko
- Węgierski – Domokos lub Domonkos
- Włoski – Domenico

## Znane osoby noszące imię Dominik

### Święci
- św. Dominik z Silos (20 grudnia) – benedyktyn, reformator zakonu
- św. Dominik Guzmán (8 sierpnia, dawniej 4 sierpnia) – założyciel zakonu dominikanów
- św. Dominik Savio (9 marca) – patron ministrantów
- święty Dominik – inni święci o tym imieniu

### Inne osoby
- Domenico Alberti – kompozytor włoski, od którego nazwiska pochodzi nazwa „bas Albertiego”
- Pierdomenico Baccalario – włoski pisarz
- Dominik Banaszek – polski judoka
- Dominik Bąk – polski aktor
- Dominic Buczkowski-Wojtaszek – polski muzyk, autor tekstów i producent muzyczny
- Domenico Cimarosa – kompozytor włoski
- Dominik Czaja – polski wioślarz
- Domenico Dolce – projektant mody; współpracuje z Stefano Gabbana
- Domenico Gaetano Maria Donizetti – kompozytor włoski
- Dominik Drdatzki – prezydent Krakowa w latach 1802–1805
- Dominik Dudek – polski piosenkarz
- Dominic Fike – amerykański piosenkarz i raper
- Dominik Fischnaller – włoski saneczkarz
- Dominik "Doniu" Grabowski – polski raper
- Dominik Kopeć – polski lekkoatleta
- Dominik Landertinger – austriacki biathlonista
- Dominik Ludwiczak – polityk, poseł na Sejm PRL z ramienia ZSL
- Domenico Modugno – piosenkarz i kompozytor włoski, piosenki: Piove (Ciao Ciao Bambina!) 1959, Volare 1958
- Dominic Monaghan – brytyjski aktor
- Dominik Paris – włoski narciarz alpejski
- Dominik Peter – szwajcarski skoczek narciarski
- Dominic Purcell – amerykański aktor
- Dominic Raab – brytyjski polityk
- Domingo Santa María – polityk chilijski
- Domenico Scarlatti – kompozytor
- Dominic Stricker – szwajcarski tenisista
- Dominik Tarczyński – polski polityk
- Dominikos Theotokopulos – malarz znany jako El Greco
- Dominic Thiem – austriacki tenisista
- Dominik Tomczyk – były polski koszykarz
- Dominique Vivant Denon – francuski arystokrata, artysta, dyplomata, podróżnik, archeolog
- Dominik Witke-Jeżewski – kolekcjoner
- Dominik Merlini – nadworny architekt króla Stanisława Augusta Poniatowskiego
- Dominik Windisch – włoski biathlonista
- Dominique Wilkins – były koszykarz NBA
- Dominik Witczak – polski siatkarz
- Dominik Życki – polski żeglarz
- Domenico Berardi – włoski piłkarz
- Domenico Criscito – włoski piłkarz